# Débecquage

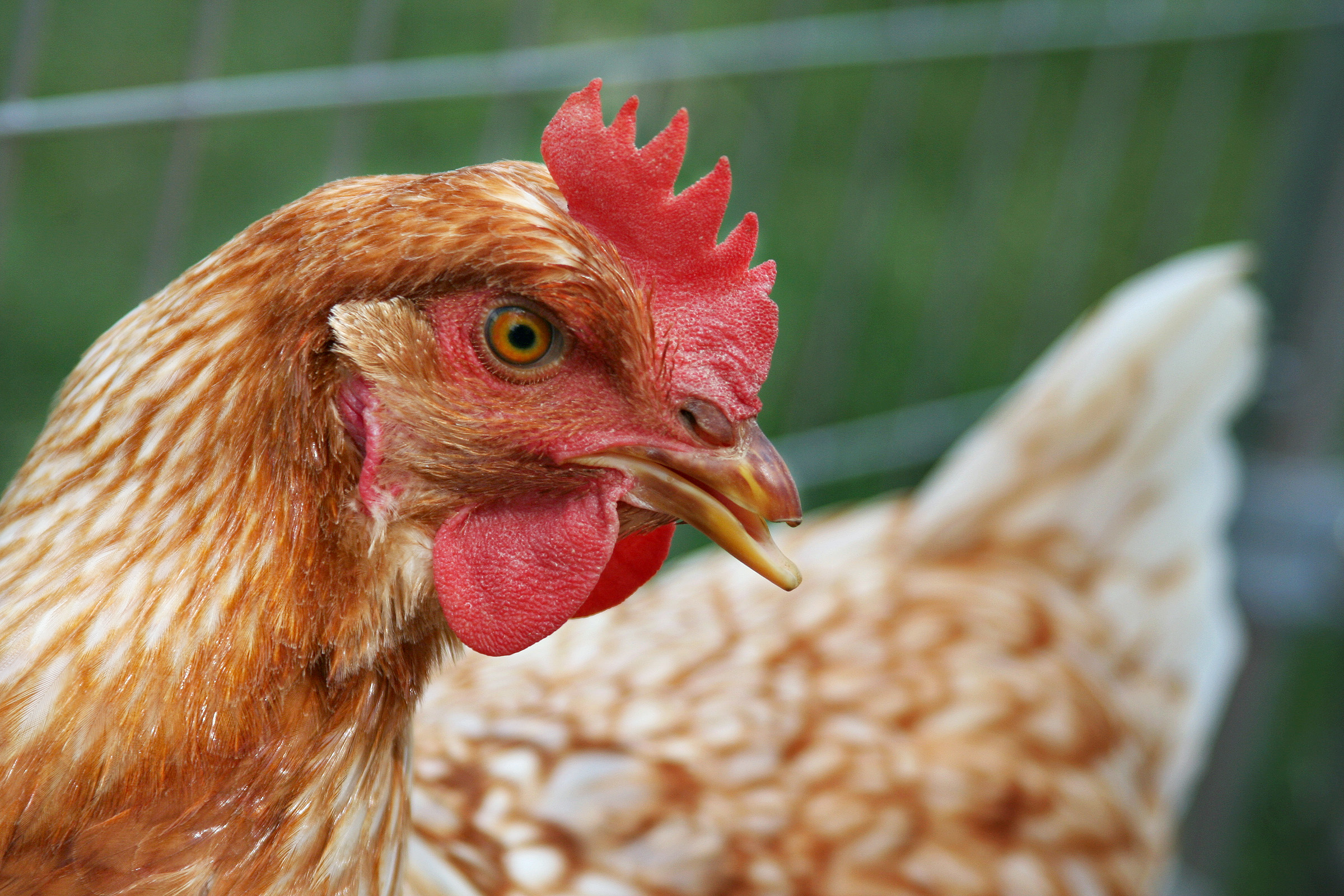
Poule domestique dont le bec a été épointé.

Le débecquage, ou épointage, est une mutilation qui consiste à couper une partie du bec d'un animal, notamment pour éviter le picage.

## Terminologie
Les opérations du bec portent des noms différents selon l'ampleur de l'amputation, la méthode utilisée et l'âge de l'animal.
- Le traitement du bec consiste à sectionner moins d'un tiers du bec par rayonnement infrarouge sur des animaux de moins de 10 jours.
- L'épointage consiste à sectionner moins d'un tiers du bec par coupe sur des animaux de moins de 10 jours.
- Le débecquage consiste à sectionner plus d'un tiers du bec par coupe sur des animaux de plus de 10 jours.

## Historique
L'épointage a été testé pour la première fois en 1937 par la station d'essai de l'Ohio, aux États-Unis. Il a été décrit comme un moyen efficace de faire face aux problèmes de cannibalisme et de picage rencontrés alors en aviculture.

## Législation

Lois concernant le débecquage dans le monde,,,,,,,.
Interdiction nationale
Quelques interdictions infranationales
Légal
Pas de données

Il y a une tendance à l'interdiction du débecquage en Europe au cours des dernières décennies. Les analystes Victoria Sandilands, Paul M. Hocking et Anaëlle Laravoire s'attendent à ce que la pratique soit progressivement interdite à travers le continent,. 
Le droit de l'Union européenne autorise les États membres à débecquer la volaille selon deux directives : la directive 1999/74/CE pour poules pondeuses permet le débecquage, tandis que la directive 2007/43/EC pour les poulets de chair n'autorise la coupe du bec que dans certains cas. En avril 2019, 80 % des poules pondeuses dans l'UE étaient débecquées.
| Pays             | Légalité | Depuis | Notes                                                    |
| ---------------- | -------- | ------ | -------------------------------------------------------- |
| Allemagne        | Non      | 2017   |                                                          |
| Australie        | Partiel  |        | Illégal au ACT ; Vic et NSW envisagent une interdiction, |
| Autriche         | Non      | 2000   |                                                          |
| Belgique         | Oui      | –      | Réglementé, envisage une interdiction                    |
| Canada           | Oui      | –      | Réglementé                                               |
| Chine            | Oui      | –      | Non réglementé                                           |
| Danemark         | Non      | 2013–4 |                                                          |
| États-Unis       | Oui      | –      | Réglementé                                               |
| Finlande         | Non      | 1986   |                                                          |
| France           | Oui      | –      | Réglementé                                               |
| Luxembourg       | Oui      | –      | Réglementé, envisage une interdiction                    |
| Norvège          | Non      | 1974   |                                                          |
| Nouvelle-Zélande | Oui      | –      | Réglementé                                               |
| Pays-Bas         | Non      | 2019   | Interdite depuis 1er janvier 2019.                       |
| Royaume-Uni      | Oui      | –      | Réglementé, envisage une interdiction,                   |
| Suède            | Non      | 1988   |                                                          |
| Suisse           | Oui      | –      | Réglementé; interdiction en cours de consultation        |

### Allemagne
Le ministre de l'Agriculture de Basse-Saxe Christian Meyer (en) annonce en 2015 que l'Allemagne éliminerait progressivement la coupe du bec d'ici 2017, mettant en avant le bien-être animal.

### Australie
En juillet 2019, la coupe du bec n'est interdite que dans le Territoire de la capitale australienne (ACT) au moyen du Animal Welfare Act 1992 (ACT) s 9C. La question est débattue dans les parlements de Victoria et Nouvelle-Galles du Sud,. Un rapport de 2019 du groupe de protection des animaux Voiceless recommande au Parlement de Nouvelle-Galles du Sud d'interdire le débecquage et d'introduire à la place « des conditions environnementales enrichies, telles que la litière et les zones de parcours appropriées [pour] encourager l'interaction et la stimulation mentale des poules. Une meilleure nutrition, un meilleur éclairage et une meilleure gestion des parasites peuvent également aider à réduire le picage nuisible. » Dans une enquête réalisée en 2015 par la Humane Society International Australia (en), 91 % des répondants ont déclaré que les boîtes à œufs de poules élevées en plein air devraient indiquer si les poules avaient subi un débecquage.

### Canada
L'épointage est légal mais réglementé au Canada. Le Code de pratique de 2016 du Conseil national pour les soins aux animaux d'élevage (NFACC) exhorte de « faire tout son possible pour gérer les éleveurs afin que les modifications physiques, telles que la taille du bec, ne soient pas nécessaires » ; mais si cela s'avérait nécessaire, le traitement infrarouge est préféré à la taille à la lame chaude.

### Chine
Il n'y a pas de réglementation sur le débecquage en république populaire de Chine. Certaines entreprises ont décidé de supprimer volontairement le débecquage, comme Ningxia Xiaoming Farming ou Animal Husbandry Co. Ltd.

### États-Unis
Le débecquage est légal aux États-Unis, mais il y a certaines réglementations : les producteurs doivent avoir une politique d'épointage, il ne peut pas être utilisé pour améliorer l'efficacité alimentaire, mais peut être utilisé pour prévenir le cannibalisme. Le vice-président de l'organisation Humane Society Paul Shapiro (en) affirme que les oiseaux ne recourent au cannibalisme que lorsqu'ils sont confinés et n'ont rien à faire.

### France
En France, l'épointage du bec chez la poule est autorisé uniquement lorsqu'il permet de préserver la santé et le bien-être des animaux, c'est-à-dire pour limiter les risques de cannibalisme et de picage. Il n'est autorisé que sur les poussins de moins de dix jours destinés à la ponte et doit être réalisé par un personnel qualifié. Il peut donc être réalisé par les éleveurs et les ouvriers agricoles.
L'épointage du bec est autorisé en agriculture biologique, il sera limité aux poussins de moins de trois jours à partir de 2021.

### Nouvelle-Zélande
Le débecquage, appelé « beak tipping » dans la loi, est légal mais réglementé en Nouvelle-Zélande. Le Layer Hens Code of Welfare, dans sa version du 1er octobre 2018, note que la National Animal Welfare Advisory Committee « encourage l'industrie à développer des systèmes de gestion pour se protéger contre toutes les formes de picage préjudiciable sans avoir besoin de débecquage ». Le Code recommande « des stratégies alternatives de gestion du picage préjudiciable (plumes) qui minimisent le besoin de couper le bec soient utilisées, par exemple l'utilisation et la disponibilité de différentes ressources de recherche de nourriture ». Cependant, dans le cas où un épointage du bec est jugé nécessaire, il nécessite des opérateurs qualifiés et compétents, doit être effectué dans les trois jours suivant l'éclosion (sauf en cas d'urgence sous surveillance vétérinaire) et ne doit pas retirer plus du quart des becs supérieurs ou inférieurs.

### Pays-Bas
Une interdiction du débecquage aux Pays-Bas est annoncée pour la première fois en 1996, mais en raison des objections du secteur de la volaille, elle est retardée pendant des années. En juin 2013, le gouvernement conclu un accord entre les éleveurs de volailles et les groupes de protection des animaux pour éliminer progressivement l'épointage et l'interdire en 2018. L'interdiction de l'épointage entre finalement en vigueur le 1er janvier 2019.

### Royaume-Uni
Le débecquage est légal mais réglementé au Royaume-Uni ; il est prévu que la pratique sera interdite dans un proche avenir[Quand ?],. En 2011, le gouvernement britannique crée le Beak Trimming Action Group (BTAG, Groupe d'action pour le débecquage) pour examiner la question avec des représentants de différentes parties prenantes, notamment l'industrie, le gouvernement, des groupes de protection des animaux et des vétérinaires. Un rapport de la BTAG de fin 2015 approuvé par le ministre de l'Agriculture George Eustice conclut qu'il serait trop tôt pour l'interdire en janvier 2016, car le secteur aurait besoin de plus de temps pour modifier ses techniques de gestion afin d'éviter le picage des plumes, mais que le débecquage devrait être supprimé à l'avenir. Andrew Joret, président du Laying Hen Welfare Forum (Forum pour la bien-être des poules pondeuses), déclare en mars 2020 : « Une interdiction arriverai. À mon avis, nous avons au plus cinq ans pour nous préparer. Nous devons trouver des moyens de garder les oiseaux bien en plumes, et si nous le pouvons, éventuellement le faire sans couper le bec. »

### Scandinavie
La Norvège est le premier pays au monde à interdire le débecquage en 1974, suivie de la Finlande en 1986 et de la Suède en 1988. Au Danemark, il est supprimé en deux étapes : en 2013 pour le système de cages enrichies et en 2014 pour les systèmes de volières et d'élevage en plein air.

### Suisse
Le débecquage est légal mais réglementé en Suisse ; il est prévu que la pratique sera interdite dans un proche avenir[Quand ?]. Bien que l'utilisation de cages pour les poules pondeuses ait été interdite en 1992, en 2000, 59 % des troupeaux (61 % des poules) étaient encore épointées.

## Intérêts et inconvénients

### Intérêts
L'intérêt majeur du débecquage pour les volailles élevées au sol est de prévenir le picage, qui peut dans les formes les plus sévères aller jusqu'au cannibalisme. Le débecquage limiterait aussi le gaspillage de nourriture car il diminue la prise d'aliments par les volailles.

### Inconvénients
Le débecquage a plusieurs conséquences sur les animaux. Tout d'abord, si l'amputation se fait après l'âge de 10 jours, elle entraîne la formation de névromes responsables d'une douleur du membre fantôme. Le débecquage entraîne aussi une augmentation de l'inactivité et du temps de sommeil ainsi qu'une baisse du picorage de l'environnement.

## Alternatives
Parmi les moyens d'éviter le picage sans pratiquer d'opération du bec, on retrouve des dispositifs obstruant la vue frontale des animaux. Ce sont le plus souvent des lunettes se fixant via une aiguille perforant la cloison nasale ou des anneaux se fixant aux narines grâce à un élastique. Ces dispositifs empêchent les animaux de voir devant eux et donc de piquer leurs congénères mais ne semblent pas affecter leur prise d'aliment. La pose de lunette est interdite en agriculture biologique. Des sprays anti-picage à pulvériser sur les animaux existent également. Ces sprays possèdent en effet un goût désagréable pour les poules, ce qui les empêche de se piquer.
La sélection de souches moins enclines au picage peut aussi être envisagée. En effet, certains caractères sélectionnés comme la croissance des animaux ou l'âge de la première ponte pourraient être génétiquement reliés à la présence de picage et il est donc possible que la sélection actuelle des animaux favorise le picage. 
Une des hypothèses majeures pour expliquer le picage est qu'il s'agit d'une redirection des comportements naturels d'exploration et de recherche de nourriture sur les congénères en l'absence de substrat. En enrichissant l'environnement, le picage devrait donc se réduire voire disparaître. Une plus grande variété du type d'aliment présenté (farine, graines...), l'ajout de barrière ou d'objets à piquer dans l'environnement des volailles est ainsi efficace pour limiter le picage et les lésions. Une modification de la luminosité de l'environnement est aussi pratiquée pour éviter ces comportements.